# Douve
Il Douve è un piccolo fiume del nord della Francia, che nasce presso Cherbourg e sfocia nel Canale della Manica. Non è molto profondo, ma abbastanza da essere navigabile con imbarcazioni a fondo piatto.
È noto in quanto le sue sponde, allora paludose, sono state teatro di alcune delle battaglie successive allo Sbarco in Normandia (Utah Beach).